# بیل رادرفورد
بیل رادرفورد (انگلیسی: Bill Rutherford؛ زادهٔ ۲ ژانویهٔ ۱۹۵۵) دانشمند در زمینه زیست‌شناسی مولکولی اهل بریتانیا است.
وی همچنین برندهٔ جوایزی همچون همکار انجمن سلطنتی شده‌است.